# Mohammed Daddach
Mohammed Daddach (arabisch محمد دداش, DMG Muḥammad Daddāš, * 1957 in Guelta Zemmur) ist ein politischer Aktivist der Saharauis und ehemaliger politischer Gefangener Marokkos. Er kämpfte im Westsaharakonflikt für die Unabhängigkeit der Westsahara gegen Marokko.
Daddach wurde als Polisario-Kämpfer 1975 zum ersten Mal verhaftet, saß 24 Jahre in mehreren Gefängnissen und wurde so zum Symbol für die saharauische Befreiungsbewegung. Daddach kritisierte öffentlich die Menschenrechtsverletzungen der marokkanischen Regierung. 1979 wurde er erneut verhaftet und zum Tode verurteilt. 1994 wurde diese Strafe in eine lebenslange Haftstrafe umgewandelt. Amnesty International bemühte sich um seine Befreiung aus dem Gefängnis. Am 7. November 2001 wurde er aufgrund einer allgemeinen Amnestie entlassen. 2002 wurde er für den Thorolf-Rafto-Gedenkpreis nominiert und bekam ihn in Norwegen, wo er auch seine Mutter seit 1975 das erste Mal wieder traf. Seine Mutter lebte in einem Flüchtlingscamp in Norwegen.